# Bračević
Bračević je naselje u općini Muć, u Splitsko-dalmatinskoj županiji. 

## Ime
Postoje dvije verzije kako je selo Bračević dobilo ime. Prva verzija je da je naselje Bračević dobilo ime po prezimenu Bračević koje su nekada nosili njegovi stanovnici. Danas u Bračeviću nema osoba s prezimenom Bračević. Druga, izglednija verzija, je da naziv Bračević potječe od imena starog grada Brečevo, čiji se ostaci nalaze u zaseoku Viseć u Bračeviću, odnosno u Odakovim i Žmirinim ogradama zvanim Kapelice. Grad Brečevo se prvi put spominje 1322. godine.

## Zaseoci
Zaseoci sela Bračević su Šundovi, Banjani, Koljani, Pralije, Vrba, Banovci, Jukići, Polača, Viseć, Bakovići, Bacelji, Gladine, Duke i Mamići.

## Zemljopis
Naselje Bračević se proteže od potoka Vrbe u zaseoku Vrba do vrha planine Svilaje (gledano jug-sjever).
Na istoku graniči sa selom Radunić i selom Ogorje Donje, a na zapadu graniči sa selom Crivac.
Od mora je udaljeno 18 km zračne crte. Veći dio naselja nalazi se na oko 500 metara nadmorske visine.
Jedno je od rijetkih sela koja nema tekuću vodu već stanovništvo koristi vodu iz čatrnja-gustirni.
U Bračeviću, predio Zlopolje nalazi se župna crkva Svih Svetih, a uz samu crkvu se nalaze staro i novo groblje.

## Stanovništvo
| broj stanovnika | 537   | 502   | 507   | 521   | 578   | 742   | 742   | 895   | 782   | 764   | 700   | 588   | 400   | 267   | 205   | 182   | 139   |
|                 | 1857. | 1869. | 1880. | 1890. | 1900. | 1910. | 1921. | 1931. | 1948. | 1953. | 1961. | 1971. | 1981. | 1991. | 2001. | 2011. | 2021. |

## Znamenitosti
- Arheološki lokalitet Brečevo
- Crkva Svih Svetih, zaštićeno kulturno dobro